# Shadows Across the Moon
Shadows Across the Moon è un album live dei Dando Shaft, pubblicato dall'etichetta italiana Happy Trails Records nel 1993. Il disco fu registrato dal vivo il 17 marzo 1989 a Bergamo (Italia).

## Tracce
1. Railway – 2:43 (Dando Shaft)
2. Rain – 5:28 (Dando Shaft)
3. If I Could Let Go – 3:10 (Dando Shaft)
4. Sometimes – 5:27 (Dando Shaft)
5. Feel Like I Want to Go Home – 5:17 (Dando Shaft)
6. Cold Wind – 5:43 (Dando Shaft)
7. Road Song – 3:50 (Dando Shaft)
8. Shadows Across the Moon – 5:10 (Dando Shaft)
9. Riverboat – 5:18 (Dando Shaft)
10. Kingdom – 4:36 (Dando Shaft)
11. Coming Back to Stay – 7:52 (Dando Shaft)

## Musicisti
- Martin Jenkins  - mandocello, flauto, voce
- Kevin Dempsey  - chitarra acustica, voce
- Dave Cooper  - chitarra acustica, voce
- Roger Bullen  - basso
- Ted Kay  - percussioni, tabla
- Chris Leslie  - violino (brani : 9, 10 & 11)